# Pakubaun
Pakubaun is een bestuurslaag in het regentschap Kupang van de provincie Oost-Nusa Tenggara, Indonesië. Pakubaun telt 2353 inwoners (volkstelling 2010).